# Еналиев, Борис Мусеевич

Могила Бориса Еналиева на II Аллее почётного захоронения в Баку

Бори́с Мусе́евич Енали́ев (1914—1982) — сержант Рабоче-крестьянской Красной армии, участник Великой Отечественной войны. Герой Советского Союза (1945).

## Биография
Борис Еналиев родился 15 июня 1914 года в селе Могилки (ныне — Октябрьское в Неверкинском районе Пензенской области). Происходил из татар. Получил неполное среднее образование. С 1939 года проживал в Баку, работал слесарем на одном из бакинских заводов. В июле 1941 года был призван на службу в Рабоче-крестьянскую Красную Армию; с октября того же года — на фронтах Великой Отечественной войны. К апрелю 1945 года сержант Борис Еналиев был автоматчиком 694-го стрелкового полка 383-й стрелковой дивизии 33-й армии 1-го Белорусского фронта. Отличился во время боёв в Германии.
24 апреля 1945 года Еналиев с группой бойцов переплыл Шпрее в районе населённого пункта Радинкендорф в пяти километрах к северу от Бескова и захватил плацдарм на её западном берегу. В боях он уничтожил несколько десятков немецких солдат и офицеров и гранатами уничтожил дот противника.
Указом Президиума Верховного Совета СССР от 31 мая 1945 года за «образцовое выполнение боевых заданий командования на фронте борьбы с немецкими захватчиками и проявленные при этом мужество и героизм» сержант Борис Еналиев был удостоен высокого звания Героя Советского Союза с вручением ордена Ленина и медали «Золотая Звезда» за номером 5794.
После окончания войны Еналиев был демобилизован. Проживал и работал в Баку, умер 10 декабря 1982 года. Похоронен на II Аллее почётного захоронения в Баку.
Был также награждён орденами Отечественной войны 1-й степени и Красной Звезды (17.11.1943), рядом медалей, в том числе «За отвагу» (15.10.1943).